# 倫克白鮭
倫克白鮭，為輻鰭魚綱鮭形目鮭科的一種，為溫帶淡水魚，分布於歐洲德國及奧地利的Ammersee、Starnberger See、Tegernsee、Schliersee及Kochelse湖流域，體長可達29公分，棲息在底中層水域，生活習性不明。